# Лапшин, Сергей Евгеньевич
Сергей Евгеньевич Лапшин (9 апреля 1959, Магнитогорск, Челябинская область — 2 января 1996) — советский хоккеист, нападающий. Мастер спорта СССР.

## Биография
Воспитанник магнитогорского «Металлурга». В сезонах 1978/79 — 1981/82 играл за челябинский «Трактор». Со следующего сезона — в СКА Ленинград, бронзовый призёр чемпионата 1986/87. В сезоне 1991/92 провёл одну игру во второй лиге за «Ижорец». Выступал в Финляндии за клуб «Кеттеря» Иматра.
Скончался 2 января 1996 года в возрасте 36 лет. Похоронен на Южном кладбище Санкт-Петербурга.